# Estany de Baix
L'Estany de Baix est un lac d'Andorre situé dans la paroisse de Canillo. Il constitue l'un des nombreux lacs de la vallée glaciaire d'Incles qui constitue un important lieu de randonnée des Pyrénées andorranes. Niché à une altitude de 2 325 m et d'une superficie de 1,5 ha, il appartient au bassin hydrographique de la Valira d'Orient.

## Toponymie
Estany provient du latin stagnum (« étendue d'eau ») qui a également donné estanque en espagnol et « étang » en français,.
Dans la toponymie andorrane, l'épithète de baix signifie (« en bas de » ou « en aval de »). L'estany de Baix est en effet situé en aval de l'estany de les Canals Roges et des Basses dels Basers.
L'estany de Baix est parfois dénommé Estany de Siscaró. Le toponyme Siscaró est également utilisé pour désigner la partie de la vallée d'Incles située aux alentours du lac. Siscaró provient de siscall qui désigne en catalan une espèce de roseau (Salsola vermiculata). Ce terme est lui-même d'origine celtique, issu de sesca.

## Géographie

### Topographie et géologie
L'estany de Baix se trouve dans la paroisse de Canillo à l'extrême nord-est de l'Andorre. La frontière française ne se situe ainsi qu'à environ 1,5 km à l'est. Plus précisément, le lac est niché à une altitude de 2 325 m, au sein de la vallée glaciaire d'Incles,.
Sa situation géologique est particulière puisqu'il se trouve sur la zone de transition entre d'une part les roches cristallines granitiques constitutives de l'extrême nord-est du pays et donc du fond de la vallée d'Incles et d'autre part les roches métamorphiques schisteuses de la partie basse de la vallée d'Incles et de la partie orientale de la vallée de la Valira d'Orient.
| \| Estany de Baix \|                                               | |
| Position de l'Estany de Baix sur la carte géologique de l'Andorre. | On distingue à gauche le pic de la Tosa de Juclar et le pic de Siscaró dont la forme découpée est typique des reliefs granitiques du nord-est de l'Andorre. Au contraire, se dessine à droite la forme plus douce du pic de la Cabaneta (formé de roches métamorphiques). |
| Estany de Baix                                                     | |

### Hydrographie
La superficie du lac est de 1,5 ha. Ses eaux rejoignent celles du riu d'Incles, émissaire de l'ensemble de la vallée, par l'intermédiaire du riu de Siscaró. Le lac fait donc partie du bassin versant de la Valira d'Orient puisque le riu d'Incles rejoint cette dernière à Incles.
| \| Estany de Baix \|                                                               |                                               |
| Position de l'Estany de Baix sur la carte des bassins hydrographiques de l'Andorre | Riu d'Incles à l'entrée de la vallée d'Incles |
| Estany de Baix                                                                     |                                               |

## Faune et flore
- La Salsola vermiculata est une espèce de roseau présente dans le lac et qui lui confère une teinte bleue particulière[5].
- Les environs du lac sont constitués de pelouses montagnardes acidophiles siliceuses (Festuca eskia) et de rhodoraies (Rhododendron ferrugineum)[8].
- Le lac et ses alentours sont habités par plusieurs espèces d'oiseaux : rougequeue noir[8], cincle plongeur, pipit spioncelle, accenteur alpin et traquet motteux[5].

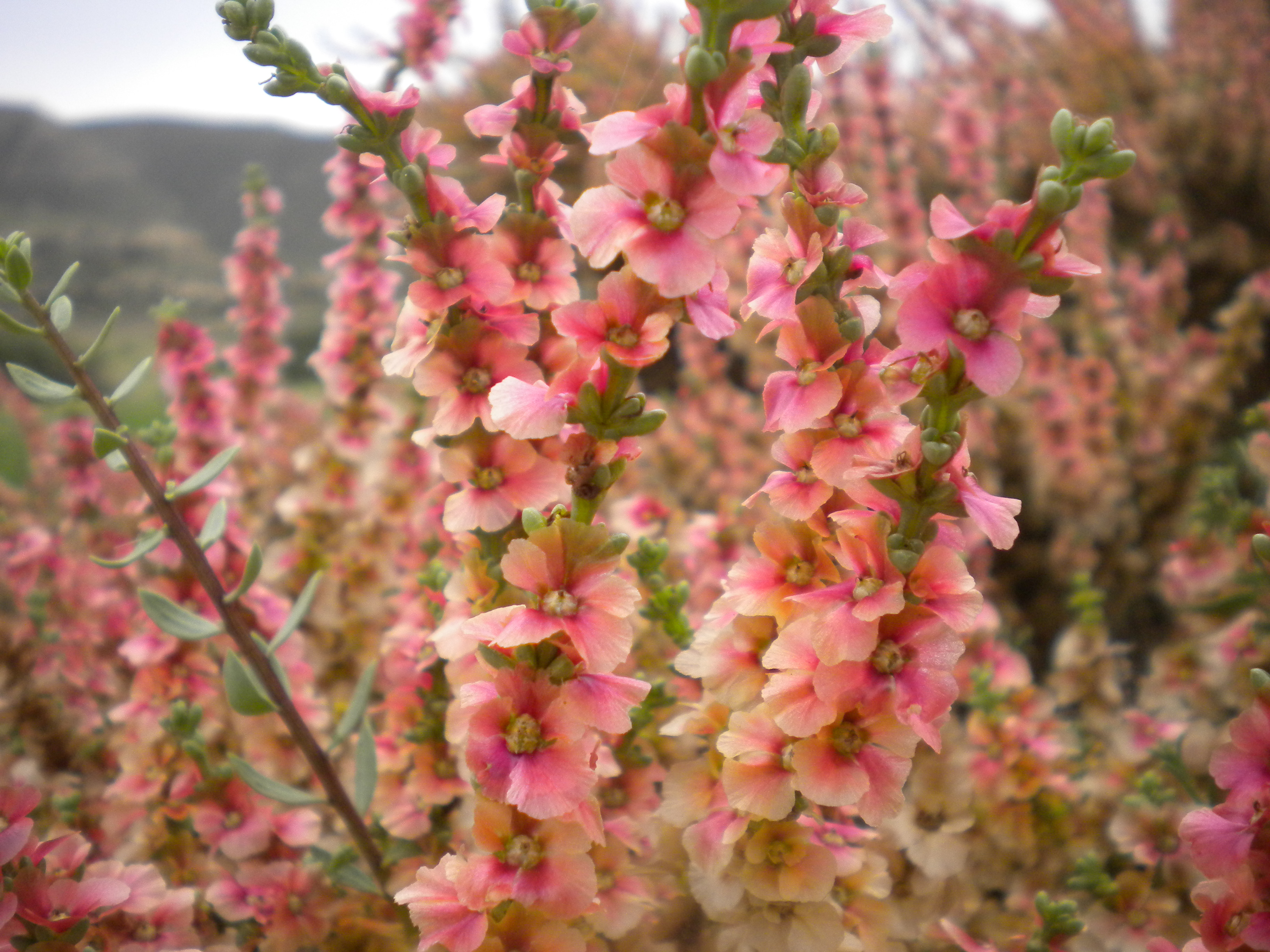
Salsola vermiculata
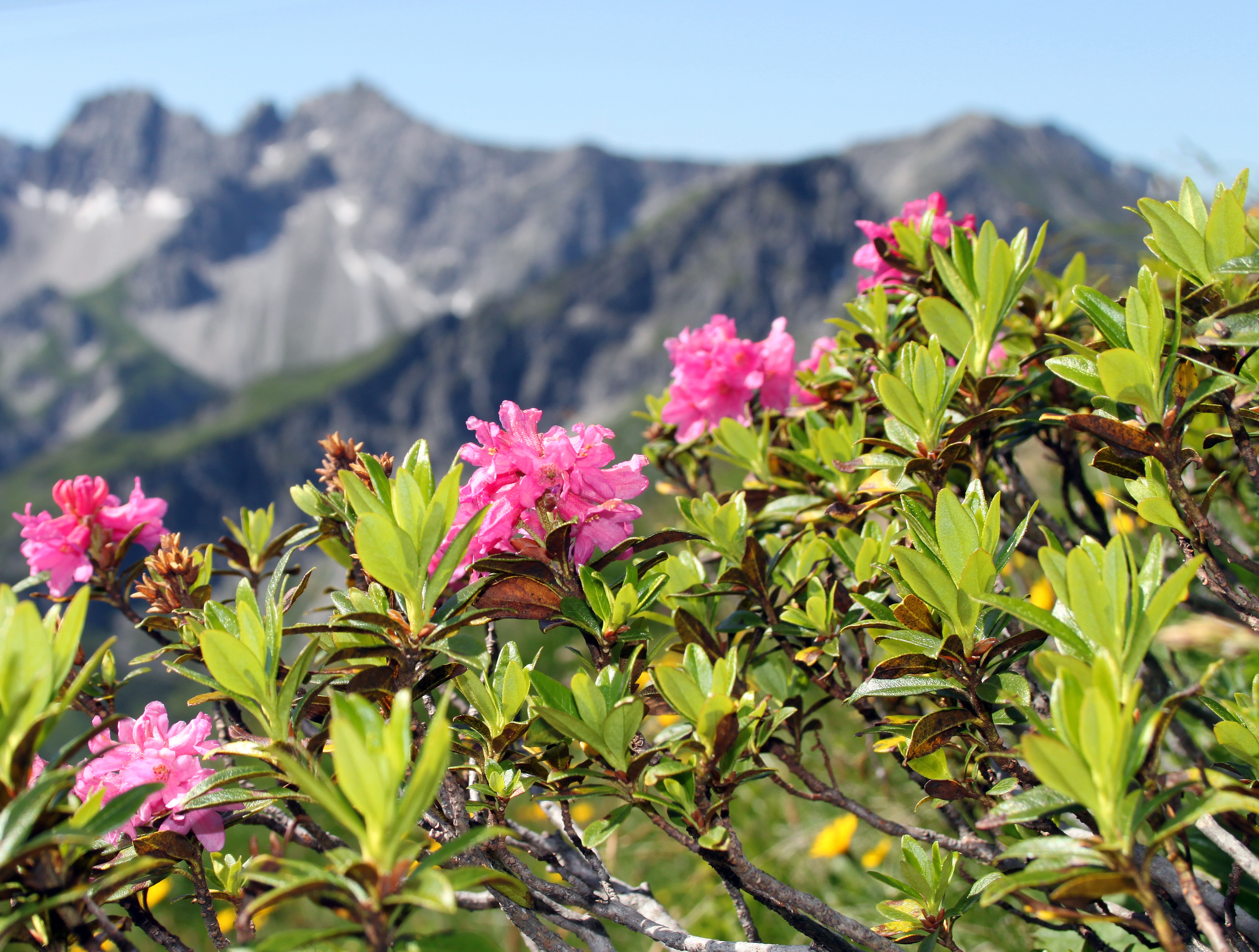
Rhododendron ferrugineum

## Randonnée
La vallée d'Incles constitue un point d'accès naturel vers l'estany de Baix. Depuis le parking situé au fond de cette dernière, il est possible de rejoindre le lac en 1 h 45 par une randonnée de 3,6 km pour un dénivelé positif de 500 m. Il est également possible de rejoindre le lac depuis les Bordes d'Envalira. Ces deux itinéraires font partie du GRP, l'un des principaux sentiers andorrans, qui forme une boucle de 120 km au travers du pays. Le refuge de montagne le plus proche est la cabane de Siscaró.

## Galerie

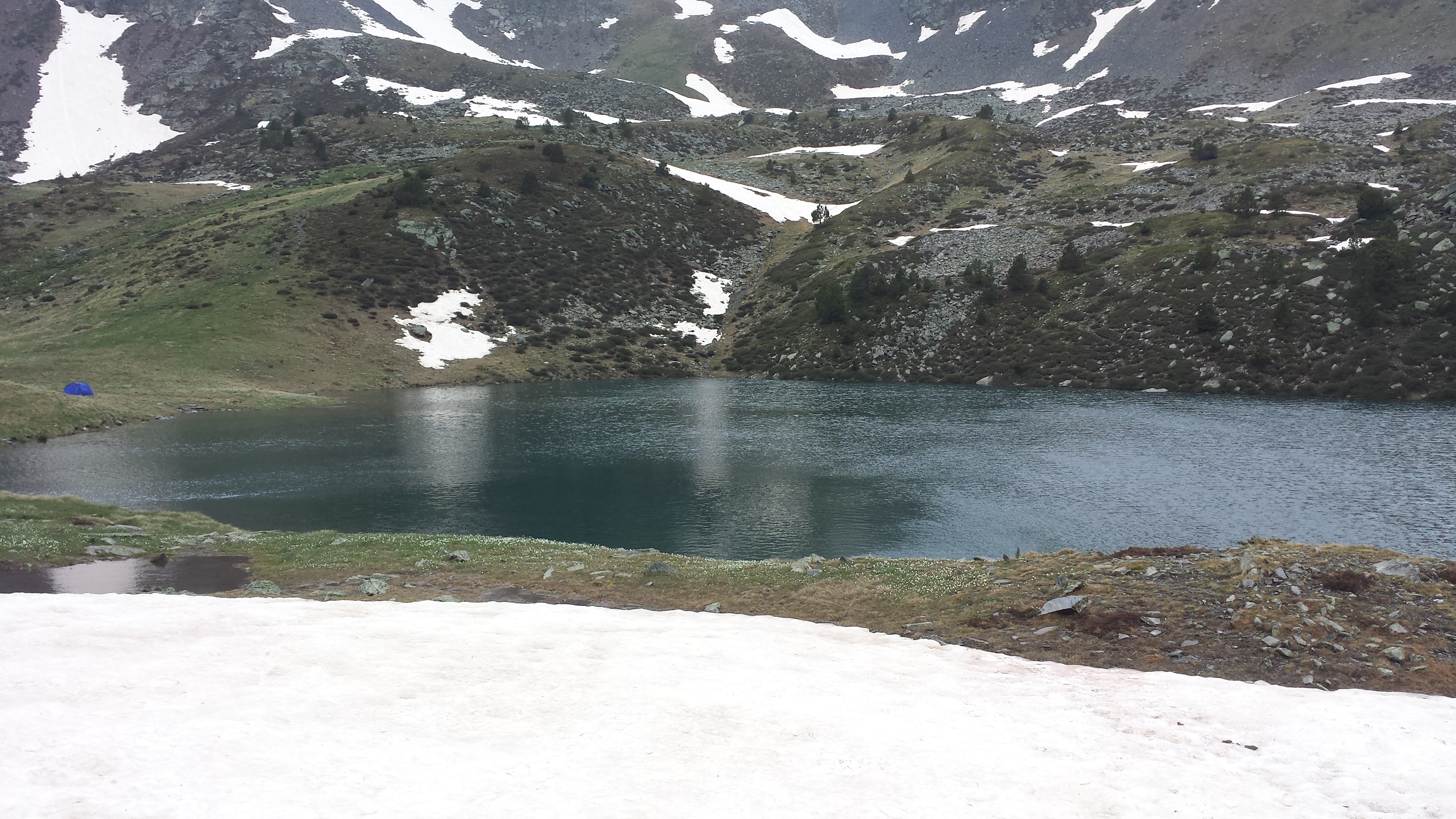
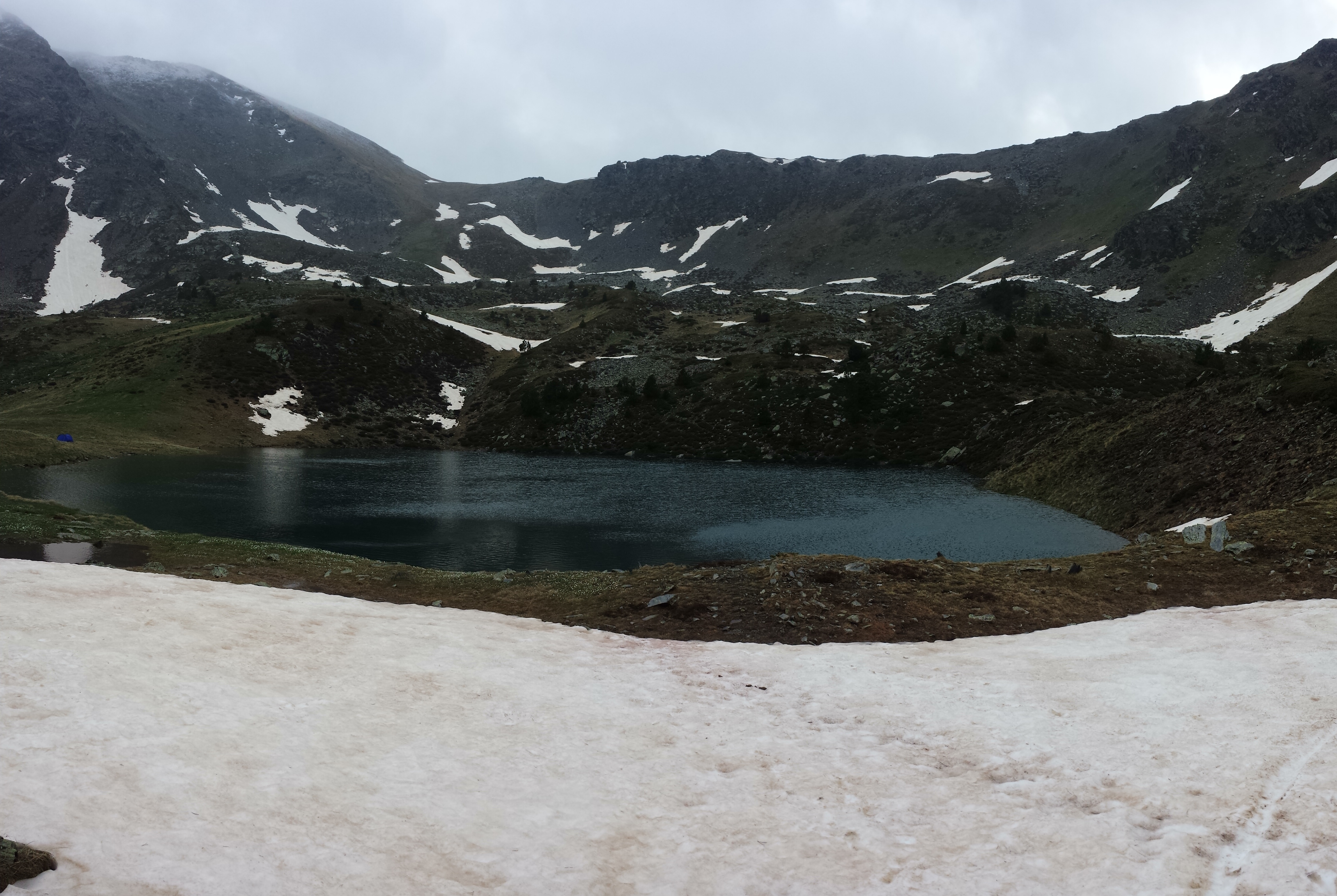